# 介助犬ムサシ〜学校へ行こう!〜
人と動物、愛のドラマスペシャル 『介助犬ムサシ〜学校へ行こう!〜』（かいじょけんむさし がっこうへいこう）は、2007年4月20日に放送したフジテレビ系列のテレビドラマ。実話が基になっている。原作はハート出版の『介助犬武蔵と学校へ行こう!』。

## 物語
吹奏楽部に所属し、中学校生活を送る少女、久美子。しかし彼女は「脊髄性筋萎縮症」という重い病気を抱えていた。病気が進行していくにつれて自分で動くことさえままならない状態となった彼女は絶望のふちに落とされる。そんな彼女を救ったのは介助犬「ムサシ」の存在。そして以前の明るさを取り戻していく。

## 主なキャスト・登場人物
板倉久美子：成海璃子
主人公。幼いころに「脊髄性筋萎縮症」にかかり、中学生になってから両親にそのことを告げられた。病気の進行とともに笑顔が無くなるが、言葉を話さないために嘘をつかないムサシに励まされ、以前の明るさを取り戻す。非常に明るい人物。
森岡祐司：吹越満
ムサシのいる「介助犬センター」の経営者。本来未成年に介助犬の貸し出しはしていないが、久美子の病状を知り特例で貸し出しを認める。久美子とムサシの絆を誰よりも深く信じる人物。
田口綾子：白石美帆
久美子のクラスの担任及び吹奏楽部の顧問。生徒には厳しい態度で接する。最初は久美子の病気に対し無関心な態度を示すが、後に介助犬との登校をPTAに説得するなど、久美子を支えていく存在となる。
板倉実：相島一之
久美子の父親。
池山和之：大杉漣
久美子の病名を告げた医者。
板倉祥子：片平なぎさ
久美子の母親。久美子のことを一番に考えている。
森岡新一：若葉竜也
森岡祐司の息子で久美子のクラスの転校生。一回目の介助犬とのマッチングテストで犬を怖がってしまった久美子にもう一度テストを受けるように説得するなど、久美子とムサシとの出会いに大きく影響を与えた人物のひとり。

### 2年3組の生徒
男子生徒
- 伊藤航
- 上田光明
- 大平峻也
- 春日優介
- 加藤拓也
- 門脇知希
- 川口愉己
- 久芳竜馬
- 小島大輝
- 杉山大喜
- 田中順也
- 深沢友喜
- 福島真平
- 西野瑠

女子生徒
- 岡野真也
- 小野寺華那
- 高野歩日
- 高山侑子
- 久野みずき
- 小林郁未
- 坂本涼香
- 佐武宇綺
- 佐藤葵
- 田嶋友
- 原聖里香
- 幡かほり
- 永瀬千裕

## スタッフ
- 原作：綾野まさる「介助犬武蔵と学校へ行こう!」
- 脚本：清水友佳子
- 主題歌：Bank Band「糸」
- 演出：川村泰祐
- プロデュース：関谷正征

## その他
- ドラマ『1リットルの涙』で企画を担当していた関谷正征がプロデューサーを務めているためか、1リットルの涙との類似点が多く見られる。また、成海を主演に起用した理由も、「1リットルの涙の演技力を評価して」である。
- 当初は3月16日に、『人と動物、愛のドラマスペシャル』として『介助犬ムサシ〜学校へ行こう!〜』と『太郎と次郎〜反省ザルとボクの夢〜』を二夜連続放送する予定だったが、この『介助犬ムサシ〜学校へ行こう!〜』が放送延期となったために両ドラマが単独放送となった。しかし、『人と動物、愛のドラマスペシャル』という題は残っている。
- 白石は盲導犬をテーマにした映画『ベルナのしっぽ』に主演している。
- 「私の一生はほんの十数年です 」で始まる『犬の十戒』のナレーションが各場面に散りばめられ、そのテーマとなっている人間と犬の信頼関係が感動的に描かれている。
- ロケ地のひとつ：神奈川県相模原市立共和中学校。相模原フィルムコミッションが、市内の中学校のうち吹奏楽コンクールで上位入賞をしていた同校吹奏楽部を紹介した。音楽室で主演の成海璃子さんがEsクラリネットを吹く吹奏楽の演奏シーンや、校庭でのシーンなどが放送された。